# AB John Fröberg
AB John Fröberg är ett företag i Lotorp utanför Finspång som grundades 1879. AB John Fröberg var Sveriges första postorderföretag. Senare blev Fröbergs också först i Sverige med att tillverka stämplar. Flera postorderagenter för Fröbergs blev framgångsrika företagare, exempelvis Algot Johansson i Borås och Johan Petter Åhlén i Insjön.